# Christian Bonatti
Christian Bonatti (França, 13 de maio de 1960) é um matemático francês, que trabalha com sistemas dinâmicos e foliações.
Bonatti obteve um doutorado em 1984 na Universidade Paris-Sul, orientado por Harold Rosenberg, com a tese Sur l'existence et la stabilité des feuilletages sur des variétés de dimension 3 et 4. É professor da Université de Bourgogne em Dijon e no Instituto de Matemática de Bordeaux. É também pesquisador do Centre national de la recherche scientifique (CNRS).
Em 2009 resolveu com Sylvain Crovisier e Amie Wilkinson o problema centralizador para difeomorfismos em {\displaystyle C^{1}}-Caso. O problema foi um de uma lista de 18 problemas abertos de Stephen Smale (1998). Recebeu o Prix Servant de 2000. Em 2002 foi palestrante convidado (Invited Speaker) do Congresso Internacional de Matemáticos em Pequim ({\displaystyle C^{1}} generic dynamics: tame and wild behaviour).

## Obras
- com Rémi Langevin: Diffeomorphisms de Smale de surfaces. Astérisque, Volume 250, SMF 1998.
- com Lorenzo J. Díaz, Marcelo Viana: Dynamics Beyond Uniform Hyperbolicity: A Global Geometric and Probabilistic Perspective. Springer Verlag, 2005.
- com M.-C. Arnaud, Sylvain Crovisier: Dynamiques symplectiques génériques. Ergodic Theory Dynam. Systems 25 (2005), 1401--1436.
- com Abdenur, Crovisier, Diaz, Wen: Periodic points and homoclinic classes. Ergodic Theory Dynam. Systems 26 (2006), 1-22.
- com Abdenur, Crovisier, Diaz: Generic diffeomorphisms on compact surfaces. Fundamenta Mathematicae 187 (2005), 127-159.
- com S. Crovisie: Récurrence et généricité. Invent. Math. 158 (2004), 33--104.
- Pugh Closing Lemma, Scholarpedia